# Telegrafon

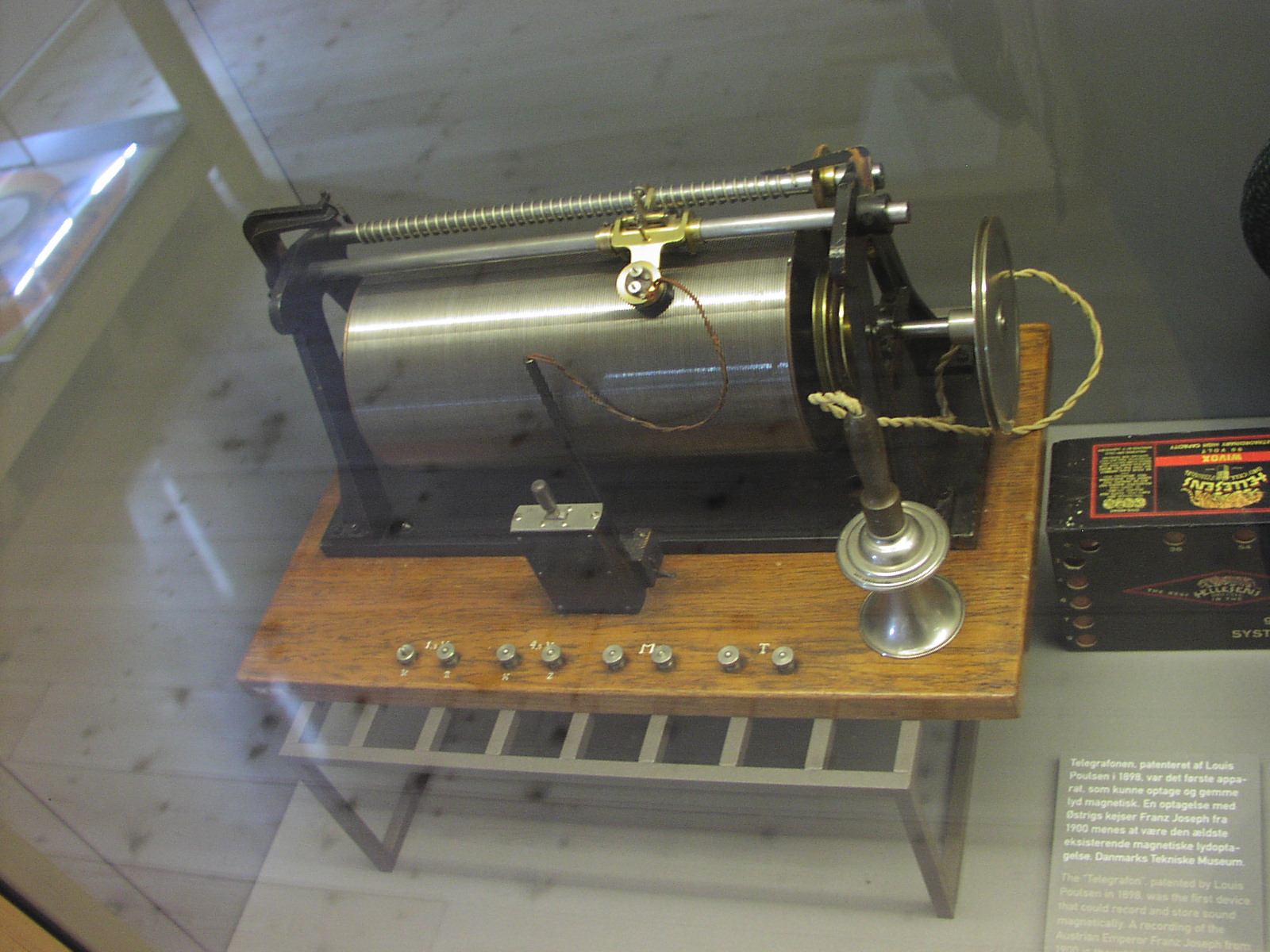
Pierwszy egzemplarz z 1898 roku

Telegrafon – pierwsze urządzenie do magnetycznej rejestracji dźwięku, prototyp magnetofonu. Nazwa wzięła się stąd, że w zamyśle autora urządzenie miało pełnić rolę współczesnej automatycznej sekretarki sprzężonej z telegrafem. 

## Zasada działania
Dźwięk rejestrowany był w ten sposób, że prąd elektryczny z mikrofonu modulowany akustycznie przepływał przez elektromagnes, który magnesował przesuwający się drut stalowy. Była to zazwyczaj struna fortepianowa. Drut nawijał się na obracający się cylinder. 

## Historia wynalazku
Telegrafon został skonstruowany przez Poulsena i opatentowany w Danii w 1898 roku. W wersji z drutem wykonanych było zaledwie kilka egzemplarzy. Wynalazek nie upowszechnił się z powodu dużej zawodności części mechanicznych i małej mocy sygnału (nie miał wzmacniacza). 
W roku 1902 Poulsen eksperymentował z elastycznymi materiałami z naniesionymi drobinami ferromagnetyka – pierwowzorem późniejszej taśmy magnetycznej, ale eksperymenty te ostatecznie zarzucił.
Najstarszy zapis magnetyczny został zrealizowany właśnie przy pomocy urządzenia Poulsena pochodzi z roku 1900. Był to głos cesarza Franciszka Józefa. Nagranie to jest przechowywane w Duńskim Muzeum Techniki.
American Telegraphone Company nabyła prawa patentowe do tego wynalazku w 1905 roku i rozpoczęła produkcję urządzeń, którym nadano nazwę dyktafonu. Dyktafon był produkowany do 1924 roku, ale nigdy się nie upowszechnił, ponieważ zapis na płytach gramofonowych były tańszy, lepszy jakościowo, a same urządzenia do rejestracji i odtwarzania bardziej niezawodne.